# 陆生植物
陆生植物一般指生活在陆地上且茎叶完全伸展在空气中的植物，能适应干旱的环境。与水生植物相比，陆生植物拥有庞大的根系，从土壤中吸收水分。
植物学与进化生物学中，陆生植物一般特指有胚植物，包括苔藓、蕨类、种子植物等。大部分高等植物都是陆生植物。

## 參看
- 植物的生态适应
- 丹麥植物學家勞恩凱爾(Raunkiær)的植物生活型分类系统